# Scolanthus armatus
Scolanthus armatus är en havsanemonart som först beskrevs av Oscar Henrik Carlgren 1931.  Scolanthus armatus ingår i släktet Scolanthus och familjen Edwardsiidae. Inga underarter finns listade i Catalogue of Life.